# I Am the Club Rocker
I Am The Club Rocker este al doilea album de studio al cântăreței Inna. A fost lansat la 19 septembrie 2011. A primit un disc de aur din partea UPFR și a fost numit cel mai bun album al anului de către Roton.
Primul single, Sun Is Up, s-a clasat pe primul loc în Bulgaria, pe doi în România și Franța și pe trei în Rusia.

## Lista pieselor
1. Un Momento (Play & Win Radio Version) [feat. Juan Magan]
2. Club Rocker (Play & Win Radio Version) [feat. Florida]
3. House Is Going On
4. Endless
5. Sun Is Up (Play & Win Radio Version)
6. Wow
7. Senorita (Play & Win Radio Version)
8. We´re Going in the Club
9. July
10. No Limit (Play & Win Radio Version)
11. Put Your Hands Up
12. Moon Girl (Play & Win Radio Version)
13. Club Rocker (Play & Win Remix)